# Выборгская набережная
Вы́боргская набережная — набережная в Выборгском и Приморском административных районах Санкт-Петербурга, в историческом районе Выборгская сторона. Проходит от улицы Фокина до набережной Чёрной речки по правому берегу Большой Невки. Продолжает на север Пироговскую набережную, с которой имеет общую нумерацию; на запад переходит в Ушаковскую набережную. Параллельна Аптекарской набережной на левом берегу Большой Невки. Соединяется с ним Гренадерским и Кантемировским мостами.

## История
Набережная существует со второй половины XIX века. Название в современных границах получила 16 апреля 1887 года. С 28 мая 1979 года до 22 сентября 1989 года в её состав входили современные Пироговская и Ушаковская набережные.
С середины XVIII века Выборгской набережной назывался берег Большой Невки на Выборгской стороне, между современными Сампсониевским и Ушаковским мостами. Как проезжая часть набережная сформировалась к середине XIX века.
16 апреля 1887 года из Выборгской набережной были выделены Сампсониевская набережная (участок от Сампсониевского моста до Малого Сампсониевского проспекта, с 1 сентября 1923 года до 28 мая 1979 года — набережная Фокина, ныне часть Пироговской набережной) и Строгановская набережная (участок от Чёрной речки до Ушаковского моста, с 15 декабря 1952 года до 28 мая 1979 года — набережная Адмирала Ушакова, ныне Ушаковская набережная).
В 1974—1975 годах в створе набережной, в районе Гренадерского моста, был построен тоннель, позволивший развязать автомобильные потоки по набережной и по Гренадерской улице.
28 мая 1979 года четыре набережные — Пироговская, Фокина, Выборгская и Адмирала Ушакова были объединены под общим названием Выборгская набережная.
22 сентября 1989 года Выборгскую набережную возвратили в границы до 28 мая 1979 года, выделив из неё Ушаковскую и Пироговскую (включившую в себя набережную Фокина) набережные.
28 марта 2019 года участок от Малого Сампсониевского проспекта до улицы Фокина был передан в состав Выборгской набережной из Пироговской набережной.

## Пересечения
С юго-востока на северо-запад (по увеличению нумерации домов) к Выборгской набережной примыкают следующие улицы:
- Улица Фокина (Санкт-Петербург) — с переходом Выборгской набережной в Пироговскую
- Малый Сампсониевский проспект;
- Гренадерская улица — в створе расположен Гренадерский мост;
- Крапивный переулок;
- улица Смолячкова;
- Беловодский переулок;
- Гельсингфорсская улица;
- улица Александра Матросова;
- Кантемировская улица — в створе расположен Кантемировский мост;
- набережная Чёрной речки — с переходом Выборгской набережной в Ушаковскую.

## Транспорт
Ближайшие к Выборгской набережной станции метро — «Выборгская» 1-й (Кировско-Выборгской) линии (около 600 м по улице Смолячкова), «Чёрная речка» 2-й (Московско-Петроградской) линии (около 1,1 км по прямой от конца набережной) и «Лесная» 1-й линии (около 1,2 км по прямой от примыкания улицы Александра Матросова).
Движение наземного общественного транспорта по набережной отсутствует.
Ближайшие к Выборгской набережной остановочные пункты железной дороги — Ланская и Новая Деревня (около 1,7 км по прямой от конца набережной), а также Финляндский вокзал (около 1,7 км по прямой от начала набережной).

## Достопримечательности
- На набережную выходит прядильно-ниточный комбинат «Красная нить» (Гельсингфорсская улица, дом 3).
- Дом № 39 — бывшая бумагопрядильная мануфактура К. В. Гергарда, корпуса которой были построены в 1880—1888 годах по проекту архитекторов Фёдора фон Пирвица и Александра Иванова. В 1897—1899 годах здания перестроил Иван Гольмдорф, а в 1904 — расширил и надстроил архитектор Карл Шмидт[10].
- Дом № 63 — Головинский сад и дача Головина, построенная в 1825 году по проекту архитектора Людвига Шарлеманя[11].